# FireWire

Logo FireWire

6pinové a 4pinové konektory FireWire 400

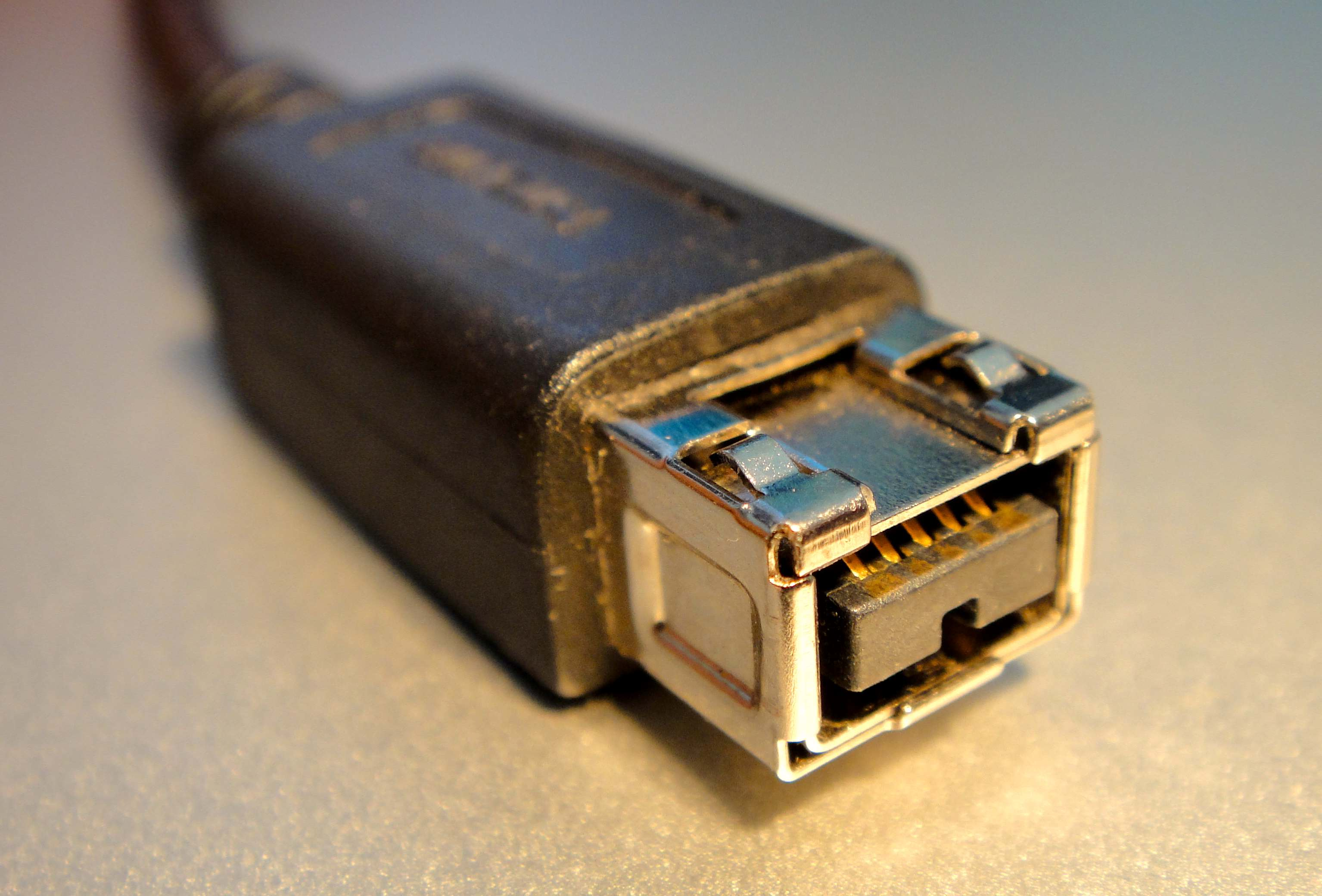
FireWire

FireWire (označované jako i.Link nebo IEEE 1394) je historická sériová sběrnice pro připojení periférií k počítači. 1394 je označení IEEE a je standardem od specifikace z roku 1995. FireWire je odpovídající ochranná známka společnosti Apple, jejíž vývoj začal v roce 1986. i.LINK je další ochranná známka společnosti Sony. Práva na používání obou značek udělovala organizace 1394 Trade Association 1394 až do jejího zrušení v roce 2015. Díky své technické jednoduchosti a pořizovací ceně sběrnice nahrazovala dříve používané způsoby připojení, především SCSI.
Teprve koncem 90. let byly počítače Apple Macintosh a několik dalších počítačů dodávány s rozhraním FireWire, když společnost Apple překvapila trh licenčním poplatkem 1 dolar za připojení. Předtím výrobci dostávali paušální licenci za 7500 dolarů. FireWire v té době již plně pronikl na trh v DV videokamerách a následně byl vyzván začínajícím dalším vývojem USB. Poté, co i Apple od roku 2008 postupně opustil toto rozhraní ve prospěch USB a Thunderboltu, FireWire již nehraje na trhu žádnou roli.

## Historie a vývoj
FireWire je označení společnosti Apple pro IEEE 1394 vysokorychlostní sériovou sběrnici. Práce byly zahájeny společností Apple v roce 1986. Vývoj byl zajištěn pracovní skupinou IEEE P1394, do které velmi přispíval Apple, ale také inženýři ze společností Texas Instruments, Sony, Digital Equipment Corporation, IBM a INMOS/SGS Thomson (dnes STMicroelectronics).
IEEE 1394 je architektura sériové sběrnice pro vysokorychlostní přenos dat. FireWire je sériová sběrnice, což znamená, že informace se přenáší po jednotlivých bitech. Paralelní sběrnice využívají řadu různých fyzických propojení, a jako takové jsou obvykle méně efektivní, dražší a většinou těžší. FireWire plně podporuje jak isochronní, tak i asynchronní aplikace.
Apple zamýšlel vytvořit FireWire jako sériovou náhradu za paralelní SCSI sběrnici a zároveň, aby poskytoval připojení pro digitální audio a video zařízení. Vývoj Applu začal koncem osmdesátých let a později byl předložen IEEE. Dokončen byl v roce 1995. Od roku 2007 se IEEE 1394 skládá ze čtyř dokumentů: původního standardu IEEE Std. 1394-1995 a dodatků IEEE Std. 1394a-2000, IEEE Std. 1394b-2002 a IEEE Std. 1394c-2006. Dne 12. června 2008 byly všechny tyto dodatky, stejně jako opravy a některé technické aktualizace, začleněny do nahrazujícího standardu IEEE Std. 1394-2008.
Interní dlouholeté kódové označení Applu pro FireWire bylo „Chefcat“. Začalo to v roce 1988, když tým Applu seděl u konferenčního stolu a přemýšlel, jak tento projekt nazvat. Nápad vzešel z pohledu na hrnek s kávou Michaela Johase Teenera, na kterém byla slavná kresba od B. Klibana. To byl ten moment vyjadřující cíle nového propojení. Při nízké ceně a maximální jednoduchosti předložit uživateli propojení nahrazující a sjednocující všechny ostatní PC propojení a na těchto základech vytvořit propojení umožňující maximální miniaturizaci elektroniky. Koncept této elektroniky, který se stal všudypřítomným standardem LVDS (z anglického Low-voltage differential signaling), dostal v roce 1992 kódové označení „Greyhound“.

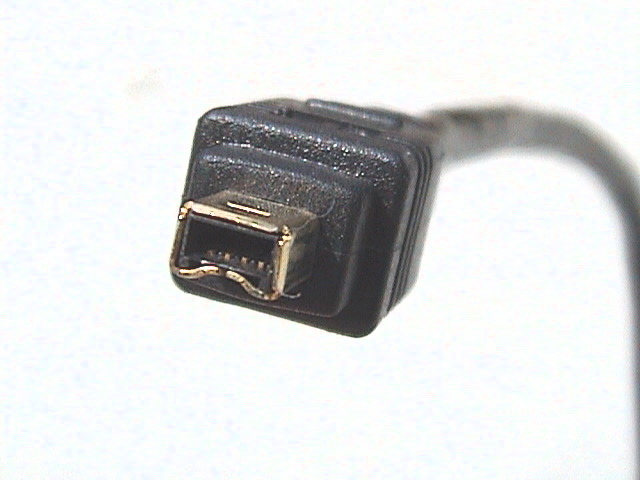
Konektor FireWire 400 se čtyřmi piny (bez napájení)

Sony implementovalo IEEE 1394 pod názvem „i.Link“ a používá menší konektor pouze se čtyřmi signálními kontaktními piny místo obvyklých šesti. Dva vypuštěné piny slouží k napájení zařízení, tedy zařízení používající čtyřpinové konektory musí disponovat samostatným konektorem pro napájení. Tato varianta byla později přidána do dodatku 1394a. Tento port je také někdy označován jako „S100“ nebo „S400“ podle přenosové rychlosti v Mbit/s.
V současné době jsou k dispozici dvě verze FireWire – původní s šestipinovým kabelem označovaná dnes jako FireWire 400 neboli IEEE 1394a s rychlostí 400 Mbit/s a FireWire 800 neboli IEEE 1394b s rychlostí až 800 Mbit/s a devítipinovým kabelem. Nyní se schvaluje nový standard IEEE 1394c s rychlostí až 3200 Mbit/s. FireWire na rozdíl od USB není ale prozatím tak rozšířen a patrně už nikdy nebude. Dnes se používání tohoto rozhraní pro běžné uživatele zúžilo zejména k připojení digitálních videokamer, v profesionální sféře se používá k rychlému připojení externích disků a optických mechanik, čteček paměťových karet atd.
Systém se běžně používá na připojování datových úložišť jako jsou externí pevné disky, videokamery, ale také pro připojení průmyslových video systémů a profesionálních audio systémů. Výhodou použití FireWire oproti běžnějšímu připojení prostřednictvím USB je vyšší efektivní rychlost FireWire (i když nominální rychlost USB 2.0 je mírně vyšší, v praxi je téměř nedosažitelná) a výrazně lepší rozvod napájení. Co je však pravděpodobně nejdůležitější, FireWire naplno využívá potenciálu SCSI a na rozdíl od vysokorychlostního USB 2.0 dosahuje vyššího trvalého, nepřerušovaného datového toku, což je kriticky důležité pro aplikace pro střih zvuku a obrazu. Testovací programy ukazují, že trvalé přenosové rychlosti dat jsou vyšší u FireWire než u USB 2.0, ale nižší než u USB 3.0. Výsledky jsou zřetelné zejména u Apple Mac OS X. U Microsoft Windows jsou výsledky různorodé.
Skutečnost, že pro implementování FireWire byl potřeba drahý hardware (1 až 2 dolary), zabránila FireWire aby nahradil USB v nižší třídě masově prodávaných počítačových periferií, kde je cena produktu hlavním měřítkem.

## Technická specifikace
FireWire může spojit až 63 zařízení ve stromové nebo daisy chain topologii (na rozdíl od sběrnicové topologie paralelního SCSI). To umožňuje komunikaci zařízení na principu peer-to-peer, například mezi skenerem a tiskárnou, bez potřeby využití systémové paměti nebo procesoru počítače. FireWire také podporuje více hostitelských zařízení na jedné sběrnici. USB potřebuje na stejnou funkci speciální čipset, což v praxi znamená, že potřebuje speciální (a drahý) kabel, přičemž FireWire postačuje běžný kabel se správným počtem pinů (standardně šest). FireWire podporuje technologie plug-and-play a hot swapping. Měděný kabel, který je použit nejčastěji, může mít délku až 4,5 metru a je flexibilnější než většina kabelů pro paralelní SCSI. Kabel se šesti nebo devíti piny dokáže napájet port až 45 watty a 30 volty, což umožňuje energeticky středně náročným zařízením pracovat bez samostatného napájecího zdroje. Zařízení Sony i.Link obvykle využívají jen čtyřpinové připojení, což značí, že napájení musí být zajištěno samostatným napájecím adaptérem.

## Standardy a verze

### FireWire 400 (IEEE 1394-1995)

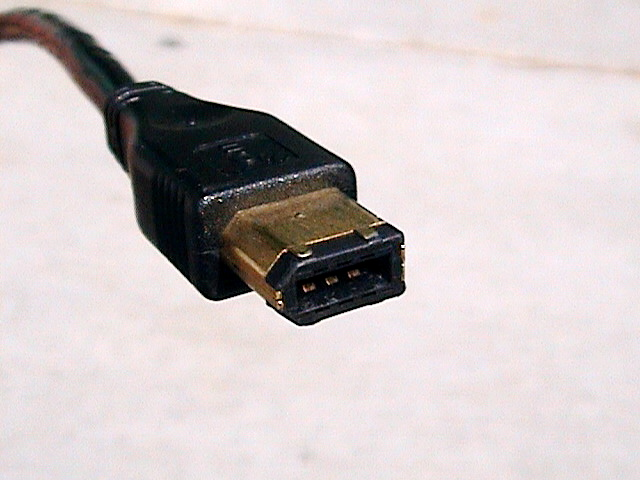
Konektor FireWire 400 se šesti piny

Původní verze IEEE 1394-1995, dnes známá jako FireWire 400, přenáší data v half-duplexu mezi zařízeními rychlostmi 100, 200 nebo 400 Mbit/s (přesně je to 98,304, 196,608, nebo 393,216 Mbit/s, což je 12,2888, 24,576 a 49,152 MByte/s). Běžně jsou tyto rychlosti označovány jako S100, S200 a S400. Přestože je USB 2.0 teoreticky schopné přenosu až 480 Mbit/s, v praxi je připojení přes FireWire rychlejší.
Délka kabelu je omezena na 4,5 metru, ale je možné spojit až 16 kabelů s využitím aktivních opakovačů; externí nebo interní huby jsou častým vybavením pro FireWire. Nicméně u standardu S400 je při jakékoliv konfiguraci maximální délka kabelu 72 metrů. 6pinový konektor se běžně vyskytuje na stolních počítačích a připojená zařízení může napájet.
Napájený 6pinový konektor, dnes označovaný jako alfa konektor, dodává energii pro podporu externích zařízení. Typicky si zařízení bere z portu kolem 7 až 8 wattů. Napětí se však výrazně mění podle použitého zařízení. Napětí je specifikováno jako neregulované a mělo by nominálně dosahovat asi 25 voltů (v rozmezí od 24 do 30 V). Provedení od Applu pro notebooky je obvykle podřízeno baterii a tak může být i jen 9 voltů.

#### Vylepšení (IEEE 1394a-2000)
Dodatek IEEE 1394a, vydaný v roce 2000, upřesnil a vylepšil původní specifikaci. Přidal podporu pro asynchronní streaming, rychlejší rekonfiguraci sběrnice, spojování paketů a úsporný režim spánku.
IEEE 1394a nabízí několik výhod oproti IEEE 1394. 1394a je schopen rozhodčích zrychlení, což sběrnici umožňuje urychlit rozhodčí řízení cyklů, což vede ke zlepšení efektivity. To také umožňuje řídit krátký restart sběrnice, při kterém mohou být přidány nebo odebrány uzly, aniž by došlo k velkému poklesu v isochronním přenosu.
1394a také standardizoval 4pinový alfa konektor vyvinutý společností Sony pod ochrannou známkou „i.Link“, který byl již široce používána na spotřební elektronice, jako jsou videokamery, většina notebooků, řada stolních počítačů a další malá FireWire zařízení. 4pinový konektor je plně kompatibilní s 6pinovým alfa rozhraním, ale chybí mu napájecí piny.

### FireWire 800 (IEEE 1394b-2002)

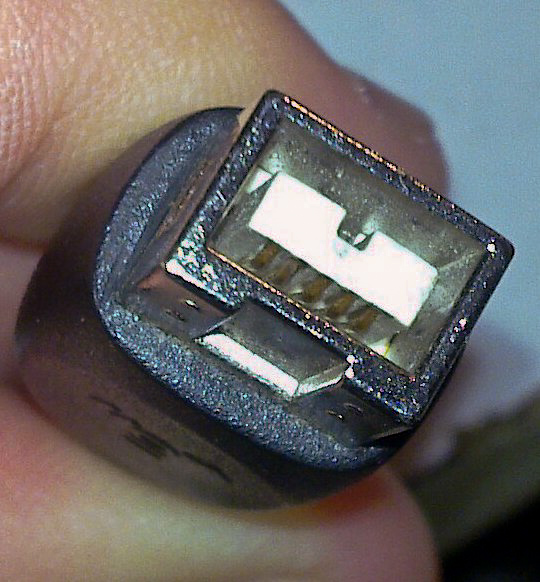
Konektor FireWire 800 s devíti piny

IEEE 1394b-2002 zavedl FireWire 800 (pojmenování Applu pro 9pinovovou verzi standardu IEEE 1394b). Tato specifikace a odpovídající produkty umožňují přenosovou rychlost 786,432 Mbit/s full-duplex prostřednictvím nového kódovacího systému zvaného beta režim. FireWire 800 je zpětně kompatibilní s nižšími rychlostmi a 6pinovým alfa konektorem FireWire 400. Nicméně, zatímco standardy IEEE 1394a a 1394b IEEE jsou kompatibilní, konektor FireWire 800, označovaný jako beta konektor, se od alfa konektoru FireWire 400 liší, takže starší kabely jsou pak nekompatibilní. Speciální kabel umožňuje připojení starších zařízení k novějšímu portu. V roce 2003 byl Apple první, kdo zavedl komerční produkty s novým konektorem.
Plná specifikace IEEE 1394b podporuje přenosové rychlosti až 3200Mbit/s (tedy 400 MBajtů/s) přes beta režim nebo optické připojení a to do vzdálenosti až 100 metrů. Standardní nestíněný kabel kategorie 5e podporuje 100 metrů při rychlosti 100 Mbit/s (S100). Původní 1394 a 1394a standardy používají data/strobe (D/S) kódování (přejmenované na režim alfa), zatímco 1394b přidává systém kódování dat nazývaný 8B10B a označovaný jako beta režim.

### FireWire S1600 a S3200
V prosinci 2007, 1394 Trade Association oznámila, že produkty používající módy S1600 a S3200 budou k dispozici do konce roku 2008. Tyto módy byly z velké části již definovány v 1394b a dále byly upřesněny ve standardu IEEE Std. 1394-2008. Zařízení s 1,6 Gbit/s a 3,2 Gb/s používají stejné 9pinové beta konektory jako existující FireWire 800 a jsou plně kompatibilní se stávajícími zařízeními S400 a S800. A měly by konkurovat USB 3.0.
Byly vyrobeny vývojové verze S1600 (Symwave) a S3200 (DapTechnology), nicméně z důvodu použití technologie FPGA se DapTechnology nejprve zaměřila na implementaci S1600 a proto S3200 nebude komerčně dostupná minimálně do roku 2012.

### FireWire S800T (IEEE 1394c-2006)
IEEE 1394c-2006 byl zveřejněn dne 8. 6. 2007.
FireWire S800T poskytl významné technické vylepšení, jmenovitě specifikaci nového portu, který poskytuje 800 Mbit/s přes stejné konektory 8P8C (Ethernet) a kabely kategorie 5e, které jsou specifikovány v bodu 40 normy IEEE 802.3 (gigabitový Ethernet přes měděnou kroucenou dvojlinku). Což spolu s odpovídajícím automatickým nastavením přenosových parametrů umožňuje použít stejný port pro připojení k zařízením IEEE Std. 1394 (Firewire) a IEEE 802.3 (Ethernet).
Ačkoliv je potenciál kombinovaného Ethernet a FireWire portu zajímavý, tak od listopadu 2008 ještě nejsou k dispozici žádné produkty nebo čipsety poskytující tuto funkci.

### Budoucí vylepšení (včetně P1394d)
Projekt s názvem IEEE P1394d byl vytvořen organizací IEEE 9. března 2009, aby přidal jednovidové optické vlákno jako další transportní médium pro FireWire.
Očekává se, že budoucí verze FireWire navýší přenosovou rychlost na 6,4 Gbit/s a přinese další konektory jako je například malé multimediální rozhraní.

## Podpora operačních systémů
Plná podpora pro IEEE 1394a a 1394b je dostupná pro Microsoft Windows, FreeBSD, Linux, Apple Mac OS 8.6 až Mac OS 9, Mac OS X, NetBSD a Haiku.
Ve Windows XP mohlo dojít, po nainstalování Service Packu 2, k degradaci výkonu zařízení 1394. Tento problém byl vyřešen v Hotfixu 885222 a Service Packu 3. Někteří výrobci FireWire poskytují vlastní ovladače zařízení, které nahrazují Microsoft OHCI host adapter driver stack. Tyto ovladače umožňují zařízení S800 využít plnou přenosovou rychlost 800 Mbit/s na starších systémech Windows XP (SP2 bez Hotfixu 885222) a Windows Vista. Windows Vista v době svého vydání podporovaly pouze 1394a se zárukou, že podpora 1394b bude uvolněna v příštím Service Packu. Dokumentace k Service Packu 1 pro Windows Vista však přidání podpory pro 1394b neuváděla. Ovladač pro sběrnici 1394 byl přepracován až pro Windows 7, aby poskytoval podporu pro vyšší přenosové rychlosti a alternativní média.
V Linuxu byla podpora původně poskytována pomocí libraw1394 a to vytvořením přímé komunikace mezi uživatelským prostorem a IEEE 1394 sběrnicemi. Následně byl implementován nový kernel driver stack, přezdívaný Juju.

## Srovnání s USB
Zatímco obě technologie poskytují podobné koncové výsledky, mezi USB a FireWire existují zásadní rozdíly. USB vyžaduje přítomnost masteru sběrnice, obvykle PC, který se spojuje point to point s USB slavem. To umožňuje použití jednodušších (a levnějších) periferií, ovšem za cenu snížené funkčnosti sběrnice. Inteligentní huby jsou nutné pro připojení více USB zařízení k jednomu USB masteru sběrnice. Naproti tomu FireWire je v podstatě peer-to-peer síť (kde každé zařízení může sloužit jako host nebo klient), což umožňuje připojení více zařízení na jednu sběrnici.
Hostitelské rozhraní FireWire podporuje DMA a zařízeni s mapováním paměti, což umožňuje datové přenosy bez zatížení procesoru hostitele operacemi přerušení a kopírování do vyrovnávací paměti. Navíc, FireWire má dvě datové sběrnice pro každý segment sběrnicové sítě, zatímco do uvedení USB 3.0, USB obsahovalo pouze jednu. To znamená, že FireWire může komunikovat oběma směry současně (full-duplex), kdežto USB, před verzí 3.0, může komunikovat pouze jedním směrem v jednom okamžiku (half-duplex).
Zatímco USB 2.0 expandovalo do plně zpětně kompatibilního USB 3.0 a 3.1 (použitím stejného typu hlavního konektoru), FireWire používá rozdílné konektory pro verzi 400 a pro verzi 800.

## Běžné použití

### Automobily
IDB-1394 Customer Convenience Port (CCP) je automobilová verze standardu 1394.

### Větrné turbíny
Zvukové monitorování vibrací při přenosu výkonu ve větrných turbínách používá pro sběr dat síť využívající 1394.

### Připojení sítě přes FireWire
FireWire lze použít pro ad-hoc (pouze terminály, žádné routery výjimkou případů, kdy je použit FireWire hub) počítačové sítě. Konkrétně, RFC 2734 specifikuje, jak provozovat IPv4 přes FireWire rozhraní a RFC 3146 specifikuje, jak použít IPv6.
Mac OS X, Linux a FreeBSD zahrnují podporu pro síťování přes FireWire. Windows Me, Windows XP a Windows Server 2003 zahrnují nativní podporu pro IEEE 1394 sítě. Windows 2000 nemají nativní podporu, ale mohou pracovat s ovladači třetích stran. Síť lze založit mezi dvěma počítači pomocí jednoho standardního kabelu FireWire nebo lze použitím habu propojit více počítačů. To je podobné sítím Ethernet, hlavními rozdíly jsou přenosová rychlost, délka vodiče, a skutečnost, že standardní FireWire kabely mohou být použity pro point-to-point komunikaci.
Dne 4. prosince 2004 společnost Microsoft oznámila, že přeruší podporu pro IP sítě přes FireWire rozhraní ve všech budoucích verzích systému Microsoft Windows. V důsledku toho podpora této funkce chybí od systému Windows Vista a v novějších vydáních Windows. Microsoft přepsal svůj 1394 ovladač ve Windows 7, ale podpora pro síťování přes FireWire není k dispozici. Unibrain nabízí bezplatné FireWire síťové ovladače pro Windows s názvem ubCore, které podporují Windows Vista a novější verze.
Konzole PlayStation 2 měla i.LINK - značkový 1394 konektor. Ten byl používán pro síťování až do pozdějšího vydání Ethernet adaptéru, ale jen velmi málo softwarových titulů podporovalo tuto funkci.

### IIDC
IIDC (Instrumentation & Industrial Digital Camera, volně přeloženo „Přístrojový a průmyslový digitální fotoaparát“) je standard pro datový formát FireWire pro živé video, a je používán A/V kamerami iSight od Applu. Systém byl navržen pro systémy strojového vidění, ale i pro jiné aplikace počítačového vidění a pro některé webové kamery. I když lze standard IIDC snadno zaměnit se standardem AV/C, protože oba běží přes FireWire, ve skutečnosti jsou vzájemně odlišné a nekompatibilní. AV/C (Audio Video Control) slouží k ovládání videokamer a dalších spotřebních video zařízení.

### DV
Digital Video (DV) je standardní protokol používaný na některých digitálních videokamerách. Všechny DV kamery, které pořizovaly záznam na pásková media, byly vybaveny rozhraním FireWire (obvykle 4pinovým). Všechny Firewire porty na DV videokamerách pracují pouze pomalejší rychlostí 100 Mbit/s. To obvykle dělá problémy, když je videokamera připojena pomocí uzavřeného cyklu k rychlejšímu zařízení (např. diskové jednotce).
Značení portu se liší podle výrobce. Sony používá svoji ochrannou známku i.LINK nebo se používá označení písmeny „DV“. Mnoho digitálních videorekordérů má „DV-vstup“ a to FireWire konektor (obvykle alfa konektor), který lze použít pro nahrávání videa přímo z DV videokamery (bez použití počítače). Protokol také podporuje dálkové ovládání (přehrávání, přetáčení, atd.) připojených zařízení a také může přenášet časový kód z kamery.
Dříve nebylo možné použít USB rozhraní pro systémy založené na páskách, protože video bylo vysíláno z pásky konstantní rychlostí. USB spoléhalo na podporu procesoru, čímž nebylo zaručeno, že k obsluze USB dojde v čas. Posun od pásků směrem k flash pamětem nebo diskovým médiím (např. SD karty, optické disky nebo pevné disky) umožnil přechod na USB.
Frame grabbery
Rozhraní IEEE 1394 lze běžně nalézt u frame grabberů. Což je zařízení, které zachycuje a digitalizuje analogový video signál. Nicméně IEEE 1394 čelí konkurenci ze strany rozhraní Gigabit Ethernet (rychlost a dostupnost).

## Otázky bezpečnosti
Zařízení připojená přes FireWire mezi sebou dokáží komunikovat prostřednictvím přímého přístupu do paměti (DMA). Protokol SBP-2 (serial bus protocol 2), používaný FireWire disky, využívá tuto vlastnost na minimalizaci přerušení. V prostředí osobních počítačů (s Microsoft Windows nebo Mac OS X a s použitím OHCI) je propojení počítače s externím FireWire zařízením řízené na hardwarové úrovni, bez zásahu operačního systému. Na jedné straně to umožňuje extrémně rychlý přenos dat s minimální latencí, na druhé straně může být tato vlastnost i potenciálním bezpečnostním rizikem, v případě, že jsou ke sběrnici připojena i další (nedůvěryhodná) zařízení.
Vzhledem k této vlastnosti FireWire, moderní počítače, které vyžadují maximální bezpečnost, používají mapování virtuální paměti pro část fyzické paměti vyhrazené FireWire (typický přístup počítačů s procesorem PowerPC G5 nebo pracovní stanice SUN Microsystems), nepoužívají hardwarové propojení použitím OHCI, fyzicky odstaví rozhraní FireWire, nebo ho v počítači vůbec nepoužijí.
Zmíněná vlastnost FireWire může posloužit na opravu počítače, jehož operační systém se zhroutil, a u některých systémů také na operace prostřednictvím vzdálené konzole. Windows nativně podporují tento scénář ladění jádra. U FreeBSD poskytuje ovladač dcons obě možnosti a to pomocí gdb jako debuggeru. Pod Linuxem existují firescope a fireproxy.

## Alternativa
Pro univerzální připojení periferií je nyní rozšířenější rozhraní USB 2.0, které svou datovou propustností (480 Mbit/s) FireWire (400 Mbit/s) teoreticky mírně předčí a disponují jím všechny moderní počítače (Apple, PC, notebooky). FireWire je ale prakticky rychlejší než USB 2.0 Hi-Speed, poskytuje stabilnější datový tok a méně zatěžuje systém díky konstrukci řadiče, pracujícím v režimu DMA (přímého přístupu do paměti). V době uvedení rozhraní FireWire bylo k dispozici pouze USB 1.1, které mělo datovou propustnost řádově nižší (12 Mbit/s), nebylo proto vhodné k připojení periferií s vysokým datovým tokem (externí disky, vypalovačky, scannery, fotoaparáty), ale pouze k připojení myší, klávesnic, tiskáren, atd.